# Coupe du monde de cyclisme sur route 1997
Navigation
Édition précédente Édition suivante
La Coupe du monde de cyclisme 1997 fut la 9e édition de la Coupe du monde de cyclisme sur route.

## Épreuves
| Date       | Course                          | Pays        | Vainqueur        | Équipe                    |
| ---------- | ------------------------------- | ----------- | ---------------- | ------------------------- |
| 22 mars    | Milan-San Remo                  | Italie      | Erik Zabel       | Deutsch Telekom           |
| 6 avril    | Tour des Flandres               | Belgique    | Rolf Sørensen    | Rabobank                  |
| 13 avril   | Paris-Roubaix                   | France      | Frédéric Guesdon | La Française des jeux     |
| 20 avril   | Liège-Bastogne-Liège            | Belgique    | Michele Bartoli  | MG Maglificio - Technogym |
| 26 avril   | Amstel Gold Race                | Pays-Bas    | Bjarne Riis      | Deutsch Telekom           |
| 9 août     | Classique de Saint-Sébastien    | Espagne     | Davide Rebellin  | La Française des jeux     |
| 17 août    | Rochester International Classic | Royaume-Uni | Andrea Tafi      | Mapei - GB                |
| 24 août    | GP de Suisse                    | Suisse      | Davide Rebellin  | La Française des jeux     |
| 5 octobre  | Paris-Tours                     | France      | Andreï Tchmil    | Lotto                     |
| 18 octobre | Tour de Lombardie               | Italie      | Laurent Jalabert | Once                      |

## Classements finals

### Individuel
| Position | Coureur             | Équipe                    | Points |
| -------- | ------------------- | ------------------------- | ------ |
| 1        | Michele Bartoli     | MG Maglificio - Technogym | 280    |
| 2        | Rolf Sørensen       | Rabobank                  | 275    |
| 3        | Andrea Tafi         | Mapei - GB                | 240    |
| 4        | Davide Rebellin     | La Française des jeux     | 238    |
| 5        | Laurent Jalabert    | Once                      | 214    |
| 6        | Andreï Tchmil       | Lotto                     | 212    |
| 7        | Maximilian Sciandri | La Française des jeux     | 192    |
| 8        | Beat Zberg          | Mercatone Uno             | 140    |
| 9        | Alberto Elli        | Casino                    | 120    |
| 10       | Gianluca Bortolami  | Festina - Lotus           | 115    |

### Par équipes
| Position | Équipe                | Points |
| -------- | --------------------- | ------ |
| 1        | La Française des jeux | 82     |
| 2        | Mapei-GB              | 57     |
| 3        | TVM-Farm Frites       | 48     |
| 4        | Festina               | 42     |
| 5        | Rabobank              | 42     |